# Cumari
Cumari là một đô thị thuộc bang Goiás, Brasil. Đô thị này có diện tích 579,877 km², dân số năm 2007 là 3269 người, mật độ 5,6 người/km².